# Quinto (Suíça)
Quinto é uma comuna da Suíça, no Cantão Tessino, com cerca de 1 104 habitantes. Estende-se por uma área de 75,2 km², de densidade populacional de 15 hab/km². Confina com as seguintes comunas: Airolo, Lavizzara, Medel (GR), Olivone, Osco, Prato, Tujetsch (GR). 
A língua oficial nesta comuna é o italiano.